# Бойрлен, Карл
Карл Теодор Бо́йрлен (нем. Karl Theodor Beurlen; 17 апреля 1901, Ален — 27 декабря 1985, Тюбинген, Баден-Вюртемберг) — немецкий палеонтолог.

## Биография
Посещал Тюбингенский университет. PhD (с 1923 года). Был сторонником ортогенеза и сальтационизма.
В 1944 году описал подкласс моллюсков. Будучи убежденным нацистом, писал об арийской расе. На должности директора Зоологической государственной коллекции Мюнхена возражал против эвакуации палеонтологической коллекции. В результате 24 апреля 1944 года музей был повреждён ударом, а коллекция (включая голотип спинозавра) уничтожена.
В результате денацификации потерял работу в Германии и в 1950—1969 годах работал в Бразилии, с 1958 года заведовал Институтом геопалеонтологии при Университете Ресифи (ныне Федеральный университет Пернамбуку).